# Ключові знаки
Ключові́ зна́ки — знаки альтерації, які виставляються біля ключа. Ключові знаки виставляються на початку кожного нотного рядку безпосередньо після ключа. Як правило ключові знаки виставляють відповідно до тональності твору:
| Ключові знаки  | Мажорні тональності | Мінорні тональності |
| -------------- | ------------------- | ------------------- |
| Знаки відсутні | До мажор            | Ля мінор            |

| Ключові знаки | Мажорні тональності | Мінорні    |
| ------------- | ------------------- | ---------- |
| 1 бемоль      | Фа мажор            | Ре мінор   |
| 2 бемолі      | Сі♭ мажор           | Соль мінор |
| 3 бемолі      | Мі♭ мажор           | До мінор   |
| 4 бемолі      | Ля♭ мажор           | Фа мінор   |
| 5 бемолів     | Ре♭ мажор           | Сі♭ мінор  |
| 6 бемолів     | Соль♭ мажор         | Мі♭ мінор  |
| 7 бемолів     | До♭ мажор           | Ля♭ мінор  |

| Ключові знаки | Мажорні тональності | Мінорні     |
| ------------- | ------------------- | ----------- |
| 1 дієз        | Соль мажор          | Мі мінор    |
| 2 дієзи       | Ре мажор            | Сі мінор    |
| 3 дієзи       | Ля мажор            | Фа♯ мінор   |
| 4 дієзи       | Мі мажор            | До♯ мінор   |
| 5 дієзів      | Сі мажор            | Соль♯ мінор |
| 6 дієзів      | Фа♯ мажор           | Ре♯ мінор   |
| 7 дієзів      | До♯ мажор           | Ля♯ мінор   |

## Історія
Позначення одного бемоля при ключі використовувалось ще в період середньовіччя, натомість більшої кількості бемолів — лише в XVI столітті, а позначення при ключі дієзів — лише в середині XVII століття.
Порядок бемолів при ключі спочатку не був стандартизованим, і часто бемолі могли з'являтися у двох різних октавах, як показано праворуч. Наприкінці XV та на початку XVI століть для різних партій голосу в одній композиції бемолі виставлялись по-різному, що називалось частковими або конфліктними ключовими знаками. Наприклад, у мотеті XVI століття «Absolon fili mi» П’єра де Ла Рю (раніше приписуваний Жоскену де Пре) дві партії голосу виписані з двома бемолями, одна — з трьома бемолями, а одна — з чотирма бемолями.
Барокова музика, написана в мінорних тональностях, часто була написана з тональністю з меншою кількістю бемолів, ніж це прийнято в сучасності; наприклад, твори в тональності до мінор часто мали лише два бемолі (оскільки ля ♭ часто доводилося альтерувати у ля ♮ у висхідній мелодичній мінорній гамі, як і сі ♭).

## Нестандартні використання
Ключові знаки також використовуються в музиці, яка виходить за межі європейської класики, наприклад у народній музиці та музиці деяких модерних напрямків.
Наприклад, в музиці для шотландської волинки, яка мала б бути написана з двома дієзами, F ♯ і C ♯, знаки часто не виставляються лише тому, що на цьому інструменті технічно неможливо заграти F ♮ і C ♮ . Деякі композитори 20-го століття, наприклад Барток і Ржевський, експериментували з недіатонічними звукорядами і відповідними ключовими знаками. 

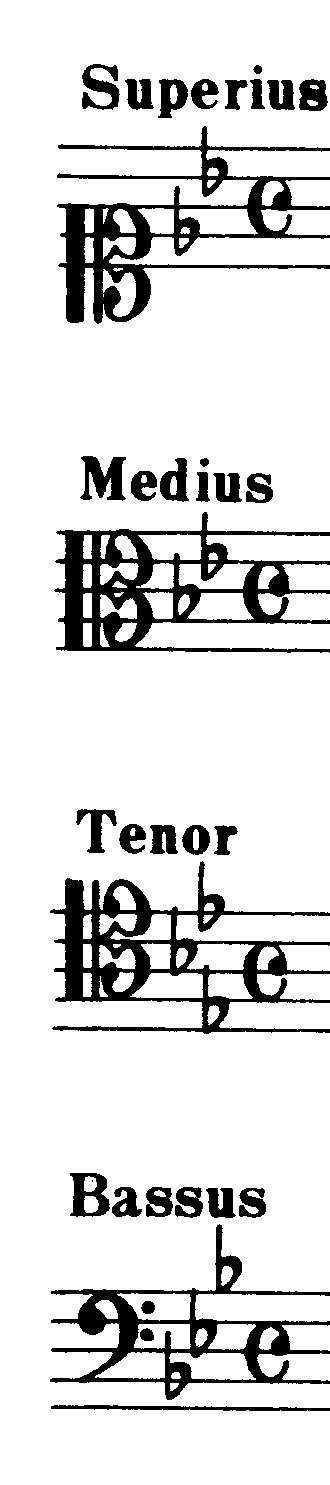
Ключові знаки у мотеті Вікторія.

Наприклад, у п'єсі Б.Бартока «Схрещених руках» («Мікрокосмос», т4, №99)  при ключі познаечно E♭ (права рука), а також F♯ і G♯ (ліва рука), що використовуються для зменшеної октатоніки; у п'єсі Фредеріка Ржевського  «Бог до голодної дитини»використовуються знаки B♭, E♭ і F♯ для фригійського домінантового ладу,  у п'єсі Дьордя Лігеті Galamb Borong (№ 7 з другого зошиту Études pour piano) —  E♭ і D♭ (права рука) і B♭, A♭, G♭ (ліва рука), а в п'єсі  Pour Irina (№ 16 із третього зошиту того ж циклу) — B♭, E♭, D♭ ,G♭ (обома руками) у.
Є також приклади конфліктних ключових знаків, як у № 3 Сарказми Сергія Прокоф'єва, ор. 17 (три дієзи в правій руці та п'ять бемолів у лівій руці), а також чотири номери Фортепіанних етюдів Лігеті: № 1 з першого зошиту (жодного в правій руці, а п'ять дієзів у лівій руці), № 10 з другого зошиту (Der Zauberlehrling; жодного в правій руці, і п'ять бемолів у лівій руці в тактах 67-87); № 11 з другої книги (En Suspens; п'ять бемолів у правій руці й жодного в лівій руці, з протилежним пізніше); і № 12 з другого зошиту (Entrelacs; жодного в правій руці та п'ять бемолей у лівій руці, потім — зміна на протилежні).
Відсутність ключових знаків може вказувати і на те, що твір написано в модальній або атональній гармонічній системі. Прикладом є соната для фортепіано Бартока, яка не має фіксованої тональності та є дуже хроматичною.